# Тарасівка (Оржицька селищна громада)
Тара́сівка — село в Україні, у Оржицькій селищній громаді Лубенського району Полтавської області. Населення становить 327 осіб. До 2020 орган місцевого самоврядування — Плехівська сільська рада.

## Географія
Село Тарасівка розташоване на правому березі річки Сула, на її стариці Швидка, вище за течією на відстані 2,5 км розташоване село Плехів, нижче за течією на відстані 3 км розташоване село Чутівка, на протилежному березі — село Старий Калкаїв. Річка в цьому місці звивиста, утворює лимани, стариці та заболочені озера.

## Історія
12 червня 2020 року, відповідно до розпорядження Кабінету Міністрів України № 721-р «Про визначення адміністративних центрів та затвердження територій територіальних громад Полтавської області», село увійшло до складу Оржицької селищної громади.
19 липня 2020 року, в результаті адміністративно - територіальної реформи та ліквідації  Оржицького району, село увійшло до складу новоутвореного Полтавського району.

## Політика

### Парламентські вибори, 2019
На позачергових парламентських виборах 2019 року у селі функціонувала окрема виборча дільниця № 530675, розташована у приміщенні клубу.
Результати
- зареєстровано 226 виборців, явка 62,39%, найбільше голосів віддано за «Слугу народу» — 52,86%, за «Опозиційну платформу — За життя» і Радикальну партію Олега Ляшка — по 10,00%.[3] В одномандатному окрузі найбільше голосів отримала Анастасія Ляшенко (Слуга народу) — 29,29%, за Костянтина Іщейкіна (самовисування) — 19,29%, за Фахраддіна Мухтарова (самовисування) — 12,86%[4].

## Пам'ятки
- Меморіальний комплекс[d]: Братська могила воїнів. Пам'ятний знак полеглим воїнам-односельчанам;
- Городище Круча[d] (X—XIII ст., доба Київської Русі);